# Шерон Сімпсон
Шерон Сімпсон  (англ. Sherone Simpson; нар. 12 серпня 1984) — ямайська легкоатлетка, олімпійська чемпіонка.

## Виступи на Олімпіадах
| Олімпіада   | Дисципліна              | Місце     |
| ----------- | ----------------------- | --------- |
| Афіни 2004  | біг на 100 метрів       | 6         |
| Афіни 2004  | естафета 4 x 100 метрів | 1         |
| Пекін 2008  | біг на 100 метрів       | =2        |
| Пекін 2008  | біг на 200 метрів       | 6         |
| Пекін 2008  | естафета 4 x 100 метрів | участь    |
| Лондон 2012 | біг на 200 метрів       | 6 h2 r2/3 |
| Лондон 2012 | естафета 4 x 100 метрів | 2         |